# Calcaritermes colei
Calcaritermes colei är en termitart som beskrevs av Krishna 1962. Calcaritermes colei ingår i släktet Calcaritermes och familjen Kalotermitidae. Inga underarter finns listade i Catalogue of Life.